# Oscar Bonnevalle
Oscar Bonnevalle voluit Oscar Hector Bonnevalle (Gent, 16 februari 1920 - aldaar, 20 februari 1993) was een Vlaamse kunstschilder, aquarellist, tekenaar, graficus, illustrator, decorateur en ontwerper van postzegels.

## Biografie
Oscar Bonnevalle werd geboren in Gent, als de zoon van de fabrieksarbeider Hector Bonnevalle en de huishoudster Eliza Monsart. Zijn vader stierf toen Oscar nog zeer jong was en zijn moeder nam de zorg voor hem op zich. Ze ontdekte al vroeg zijn talent en stimuleerde hem om dit te ontwikkelen, wat niet evident was voor het milieu waarin ze leefde. Vanaf 1933 volgde hij de lessen aan de Academie in Gent bij Jos Verdegem en Oscar Coddron en aan de school Arts et Métiers in Gent bij Herman Verbaere.
Op zijn zeventiende stelde hij voor het eerst tentoon en behaalde een eerste prijs schilderkunst en de gouden medailles voor schilderkunst en tekenen naar levend model. Bij het uitbreken van de Tweede Wereldoorlog vluchtte hij naar de Auvergne in Frankrijk, maar heimwee deed hem terugkeren en hij debuteerde als theaterdecorateur en kostuumontwerper. Om aan tewerkstelling in Duitsland te ontsnappen ging hij in 1942 in dienst bij de Tussengemeentelijke Maatschappij voor Waterbedeling van Vlaanderen in Gent, waar hij uiteindelijk dertig jaar zou blijven werken.
Oscar werd in 1945 onder de wapens geroepen en vervulde zijn dienstplicht in Engeland. Tijdens zijn diensttijd schilderde hij kantines maar ook aquarellen en onder het pseudoniem Bonny publiceert hij karikaturen, wat hij jaren zou blijven doen voor het dagblad Vooruit.
Hij trad in 1949 in het huwelijk met Marie-Louise Guyssens. In die periode reisde hij frequent naar het buitenland om zijn kunst te vervolmaken en in 1953 had hij een eerste buitenlandse tentoonstelling in Parijs samen met Frans Masereel.

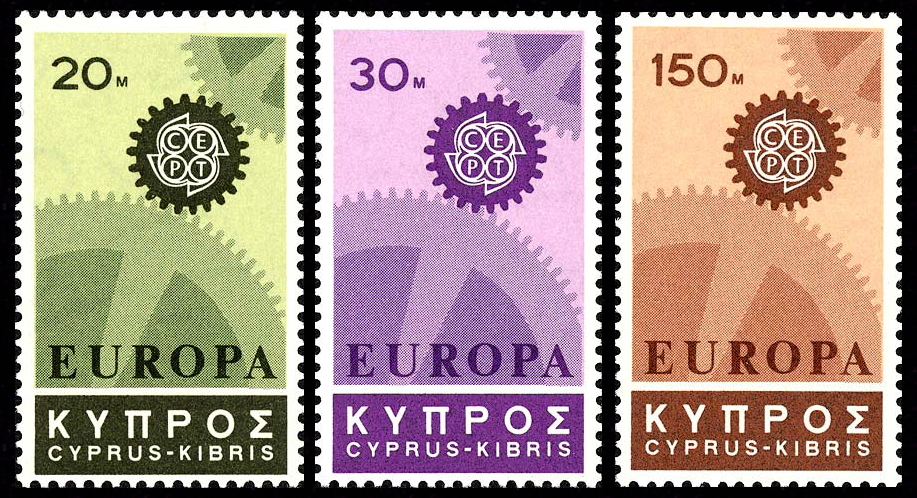
Europa 1967 Cyprus Series

Oscar Bonnevalle was ook zeer actief in het ontwerpen van postzegels. Hij kwam voor het eerst in contact met de filatelie in 1962 en het bleef vanaf dan een van zijn grote passies. In 1962 vroeg men hem een postzegel te ontwerpen voor de 350ste verjaardag van de Gentse Schermersgilde Sint Michiels. Zijn zegels waren een groot succes en dat was het begin van een uitzonderlijke carrière op dat domein. Voor de Belgische post ontwierp hij meer dan 155 zegels en voor het buitenland een veelvoud daarvan, vooral voor Afrika. In 1967 ontving hij in Lissabon de prijs van de Europese Postunie voor zijn Europazegels.
Op 30 maart 1996 werd een postzegel gewijd aan Oscar Bonnevalle uitgegeven ter herinnering aan hem. De zegel is een ontwerp van P.P.G. De Schutter, met op de achtergrond het schilderij Gelatenheid van Bonnevalle uit 1981. Het werk toont de vervuilende moderne tijd die ongenadig oprukt naar een vervlogen Bonnevalle landschap.
- Biblioteca Nacional de España: XX1467049
- Bibliothèque nationale de France: cb12043808z (data)
- Gemeinsame Normdatei: 12328709X
- International Standard Name Identifier: 0000 0003 7414 9812
- Library of Congress Control Number: n83120950
- Nationale Bibliotheek van Israël: 987007433418705171
- RKD-Nederlands Instituut voor Kunstgeschiedenis: 10423
- Union List of Artist Names: 500183889
- Virtual International Authority File: 42741926